# 四氟化二硼
四氟化二硼是一种无色气体。它可以通过一氟化硼与三氟化硼在低温下反应来制备，需要控制条件以免形成高聚物。在固态时，它的结构为平面型，而在气态或液态时则扭转90度，与丙二烯类似。